# Grand Prix Formule 1 van Portugal 1993
De Grand Prix Formule 1 van Portugal 1993 werd gehouden op 26 september 1993 op Estoril.

## Uitslag
| Positie | Nummer | Rijder               | Team                  | Ronden | Tijd/Opgave     | Startplaats | Punten |
| ------- | ------ | -------------------- | --------------------- | ------ | --------------- | ----------- | ------ |
| 1       | 5      | Michael Schumacher   | Benetton-Ford         | 71     | 1:32:46.309     | 6           | 10     |
| 2       | 2      | Alain Prost          | Williams-Renault      | 71     | +0.982          | 2           | 6      |
| 3       | 0      | Damon Hill           | Williams-Renault      | 71     | +8.206          | 1           | 4      |
| 4       | 27     | Jean Alesi           | Ferrari               | 71     | +1:07.605       | 5           | 3      |
| 5       | 29     | Karl Wendlinger      | Sauber                | 70     | +1 Ronde        | 13          | 2      |
| 6       | 25     | Martin Brundle       | Ligier-Renault        | 70     | +1 Ronde        | 11          | 1      |
| 7       | 30     | Jyrki Järvilehto     | Sauber                | 69     | +2 Rondes       | 12          |        |
| 8       | 24     | Pierluigi Martini    | Minardi-Ford          | 69     | +2 Rondes       | 19          |        |
| 9       | 23     | Christian Fittipaldi | Minardi-Ford          | 69     | +2 Rondes       | 24          |        |
| 10      | 19     | Philippe Alliot      | Larrousse-Lamborghini | 69     | +2 Rondes       | 20          |        |
| 11      | 20     | Érik Comas           | Larrousse-Lamborghini | 68     | +3 Rondes       | 22          |        |
| 12      | 4      | Andrea de Cesaris    | Tyrrell-Yamaha        | 68     | +3 Rondes       | 17          |        |
| 13      | 14     | Rubens Barrichello   | Jordan-Hart           | 68     | +3 Rondes       | 15          |        |
| 14      | 22     | Luca Badoer          | Lola-Ferrari          | 68     | +3 Rondes       | 26          |        |
| 15      | 9      | Derek Warwick        | Arrows-Mugen-Honda    | 63     | Ongeluk         | 9           |        |
| 16      | 6      | Riccardo Patrese     | Benetton-Ford         | 63     | Ongeluk         | 7           |        |
| NF      | 11     | Pedro Lamy           | Lotus-Ford            | 61     | Spin            | 18          |        |
| NF      | 12     | Johnny Herbert       | Lotus-Ford            | 60     | Spin            | 14          |        |
| NF      | 26     | Mark Blundell        | Ligier-Renault        | 51     | Ongeluk         | 10          |        |
| NF      | 21     | Michele Alboreto     | Lola-Ferrari          | 38     | Versnellingsbak | 25          |        |
| NF      | 28     | Gerhard Berger       | Ferrari               | 35     | Ongeluk         | 8           |        |
| NF      | 11     | Mika Häkkinen        | McLaren-Ford          | 32     | Spin            | 3           |        |
| NF      | 10     | Aguri Suzuki         | Arrows-Mugen-Honda    | 27     | Versnellingsbak | 16          |        |
| NF      | 8      | Ayrton Senna         | McLaren-Ford          | 19     | Motor           | 4           |        |
| NF      | 3      | Ukyo Katayama        | Tyrrell-Yamaha        | 12     | Spin            | 21          |        |
| NF      | 15     | Emanuele Naspetti    | Jordan-Hart           | 8      | Motor           | 23          |        |

## Wetenswaardigheden
- Damon Hill moest achteraan de grid starten nadat hij stilviel voor de opwarmronde.
- Alain Prost werd wereldkampioen.
- Mika Häkkinen maakte zijn debuut bij McLaren. Hij was in de kwalificaties sneller dan Ayrton Senna maar crashte in de 32ste ronde.
- Scuderia Italia/Lola reed haar laatste race, waarna het team samengevoegd werd met Minardi.

## Statistieken
| Pole-position | Damon Hill | Williams-Renault | 1:11.494 |
| Snelste ronde | Damon Hill | Williams-Renault | 1:14.859 |

## Noot
- Dit was de vijfde Grand Prix-winst voor een Duitse coureur.

1958 · 1959 · 1960 · 1984 · 1985 · 1986 · 1987 · 1988 · 1989 · 1990 · 1991 · 1992 · 1993 · 1994 · 1995 · 1996 · 2020 · 2021